# Sisalde (Ames)
Sisalde es una aldea española situada en la parroquia de Ortoño, del municipio de Ames, en la provincia de La Coruña, Galicia.

## Demografía
| Gráfica de evolución demográfica de Sisalde entre 2000 y 2021 |
|                                                               |
| Datos según el nomenclátor publicado por el INE.              |